# Тихий, Эдуард Викентьевич
Эдуард Викентьевич Тихий (6 октября 1931 — 26 июня 2022) — советский хозяйственный, государственный и политический деятель, Герой Социалистического Труда (1966).

## Биография
Родился в 1931 году на хуторе Добрый Ток. Член КПСС.
С 1955 года — на хозяйственной, общественной и политической работе. В 1955—1994 гг. — строитель в колхозе «Комсомольский» Саратовской области, помощник комбайнера в Свирской машинно-тракторной станции, комбайнер в совхозе «Свирь» на комбайне СК-3, комбайнер, заведующий мастерскими колхоза «Константиново», главный инженер колхоза «Константиново» Мядельского района Минской области Белорусской ССР.
Указом Президиума Верховного Совета СССР от 23 июня 1966 года присвоено звание Героя Социалистического Труда с вручением ордена Ленина и золотой медали «Серп и Молот».
Делегат XXIV съезда КПСС.
Проживал в Константинове Мядельского района.
Скончался 26 июня 2022 года.